# Estrella de Birmània
L'Estrella de Birmània (anglès: Bruma Star) és una medalla de campanya militar, instituïda pel Regne Unit el maig de 1945 per atorgar-se a les forces britàniques i de la Commonwealth que van servir a la campanya de Birmània de 1941 a 1945, durant la Segona Guerra Mundial.
Un fermall, Pacific , es va instituir per portar-lo a la cinta de la medalla.

## Les estrelles de la Segona Guerra Mundial
El 8 de juliol de 1943, l'Estrella de 1939–43 (més tard anomenada Estrella de 1939–1945) i l'Estrella d'Àfrica es van convertir en les dues primeres estrelles de campanya instituïdes pel Regne Unit, i el maig de 1945 s'havien establert un total de vuit estrelles i nou fermalls per premiar el servei de campanya durant la Segona Guerra Mundial. Una estrella més de campanya, l'Estrella de l'Àrtida, i un fermall més, el Fermall del Comandament de Bombarders, es van afegir posteriorment, el 26 de febrer de 2013, més de seixanta-set anys després del final de la guerra.
Incloent l'Estrella de l'Àrctic i el fermall del Comandament de Bombaders, ningú no podria rebre més de sis estrelles de campanya, amb cinc dels deu fermalls que denoten el servei que s'hauria qualificat per a una segona estrella. Només es podia portar un fermall a qualsevol estrella de campanya. El màxim de sis estrelles possibles són les següents:
- L'Estrella 1939–1945 amb, quan s'atorga, o bé el fermall de la batalla d'Anglaterra o el del Comandament dels Bombers.[6]
- Només una de l'Estrella de l'Atlàntic, l'Estrella de les Tripulacions Aèries d'Europa i l'Estrella de França i Alemanya. Els que guanyen més d'una només reben la primera per a la que van ser qualificats, i la segona es denota amb el fermall de cinta corresponent.[7][8][9]
- L'Estrella de l'Àrtida[5][10]
- L'Estrella d'Àfrica amb, si correspon, el fermall guanyat en primer lloc per al Nord d'Àfrica 1942–43, 8è Exèrcit o 1r Exèrcit.[11]
- O l'Estrella del Pacífic o l'Estrella de Birmània. Els que guanyaven ambdós van rebre la primera per a la que es van qualificar, amb el fermall adequat per representar la segona.[12][2]
- L'Estrella d'Itàlia.[13] No es va concedir cap fermall amb l'Estrella d'Itàlia.[3]

Tots els destinataris de les estrelles de campanya també van rebre la Medalla de Guerra.

## Institució
La campanya de Birmània va tenir lloc entre l'11 de desembre de 1941 i el 2 de setembre de 1945, començant amb les forces japoneses que van envair Birmània i que van fer tornar les forces britàniques a la frontera índia. Atès que els japonesos tenien la superioritat al Pacífic, els aliats no van estar en condicions de contraatacar i recuperar un lloc a Birmània fins a principis de 1944. La rendició total dels japonesos es va produir el 2 de setembre de 1945.
L'Estrella de Birmània va ser instituïda pel Regne Unit el maig de 1945 per atorgar-la a aquells que havien servit en operacions a la Campanya de Birmània des de l'11 de desembre de 1941 fins al 2 de setembre de 1945.

## Criteris de concessió
Els criteris d'elegibilitat per a l'atorgament de l'estrella de Birmània eren diferents per al servei al mar, a terra i a l'aire.

### General
Cap destinatari podria rebre tant les estrelles de Birmània com les del Pacífic. Es va instituir un fermall amb la inscripció "Pacific" per ser usat a la cinta de l'Estrella de Birmània per aquells que van obtenir l'Estrella de Birmània i que posteriorment es van qualificar per a l'Estrella del Pacífic.
L'atorgament d'una medalla de galanteria o d'una menció als despatxos qualificava el destinatari per a l'atorgament de l'estrella de Birmània, independentment de la durada del servei. Aquells el període de servei qualificat dels quals es va acabar prematurament per la seva mort o discapacitat a causa del servei van rebre aquesta estrella.
El dret a portar l'estrella de Birmània, o el fermall de Birmània a la cinta de l'estrella del Pacífic, permet al destinatari unir-se a l'Associació de l'estrella de Birmània.

### Servei a bord
El personal de la Royal Navy i de la Marina Mercant qualificava mitjançant el servei en una zona restringida a la badia de Bengala i tancada per una línia que va des del punt més al sud de Ceilan per una distància de 300 milles al sud, després fins a un punt 300 milles a l'oest del punt més al sud de Sumatra i continuant cap a l'est fins al costat occidental de l'estret de la Sonda, inclòs l'estret de Malaca. El requisit de sis mesos de servei per a l'atorgament de l'Estrella 1939-1945 s'havia de completar abans que el servei pogués començar a comptar per a la qualificació per a l'atorgament de l'Estrella de Birmània.
S'aplicaven determinades condicions especials per a l'atorgament de l'Estrella de Birmània a aquell personal naval que va entrar en servei operatiu menys de sis mesos abans del final de la Guerra. Aquells que van entrar en servei operatiu a l'àrea de qualificació el 7 de març de 1945 o després van rebre l'estrella de Birmània o l'estrella del Pacífic per l'entrada en servei operatiu, sent l'estrella atorgada la corresponent a l'última àrea en què es va prestar el servei. En aquests casos, però, l'Estrella 1939-45 no es podia atorgar per un servei de menys de 180 dies.

### Servei a terra
El personal de l'Exèrcit i la Marina i la tripulació de terra de la Força Aèria que serveixen a terra es van qualificar mitjançant l'entrada en servei operatiu a Birmània entre l'11 de desembre de 1941 i el 2 de setembre de 1945.
La medalla també es va atorgar pel servei durant determinats períodes especificats a la Xina, Hong Kong, l'Índia, Malàisia i Sumatra, totes les dates incloses
- Bengala i Assam a l'Índia de l'1 de maig de 1942 al 31 de desembre de 1943.[2]
- Bengala i Assam, a l'est dels rius Brahmaputra i Dihang, de l'1 de gener de 1941 al 2 de setembre de 1945.[2]
- Xina del 16 de febrer de 1942 al 2 de setembre de 1945.[2][16]
- Hong Kong del 26 de desembre de 1941 al 2 de setembre de 1945.[2][16]
- Malàisia del 16 de febrer de 1942 al 2 de setembre de 1945.[2][16]
- Sumatra del 24 de març de 1942 al 2 de setembre de 1945.[2][16]
- El servei a la Xina, Hong Kong, Malàisia i Sumatra després del 8 de desembre de 1941, però abans de les dates d'inici esmentades anteriorment, va ser reconegut pel premi de l'Estrella del Pacífic.[2][16]

### Servei aerotransportat
Les tripulacions aèries que van participar en operacions contra l'enemic qualificada, sempre que ja haguessin obtingut l'estrella 1939–1945 i haguessin completat almenys una sortida operativa sobre la zona marítima o terrestre adequada. Les tripulacions aèries en tasques de transport o transbordador qualificada per almenys tres aterratges en qualsevol de les zones de terra qualificades.
Qualificaven les tropes de l'exèrcit que van participar en operacions aerotransportades en una àrea qualificada per a operacions terrestres.

## Disseny
El conjunt de nou estrelles de campanya va ser dissenyat pels gravadors de la Royal Mint. Totes les estrelles tenen un anell que passa per un trau format per sobre del punt més alt de l'estrella. Són estrelles de sis puntes, colpejades amb un aliatge de zinc de coure groc per encaixar en un cercle de 44 mil·límetres de diàmetre, amb una amplada màxima de 38 mil·límetres i 50 mil·límetres d'alçada des del punt inferior de l'estrella fins a la part superior de l'ull.
Anvers
L'anvers té un disseny central del monograma reial "GRI VI", coronat per una corona. Un cercle, la part superior del qual està coberta per la corona, envolta la xifra i té la inscripció "THE BURMA STAR" ("l'estrella de Birmania").
Revés
El revés és pla.
Nomenar
El Comitè d'Honors britànic va decidir que les medalles de campanya de la Segona Guerra Mundial concedides a les forces britàniques serien emeses sense nom, una política aplicada per tots els països de la Commonwealth britànica menys tres. Els detalls del destinatari van quedar impressionats al revers de les estrelles concedides a indis, sud-africans i, després d'una campanya liderada per organitzacions veteranes, als australians. En el cas dels sud-africans i australians, la denominació consistia en el número de força del destinatari, les inicials i el cognom en majúscules, amb els premis als indis que també mostraven el braç o cos de servei.
Fermall

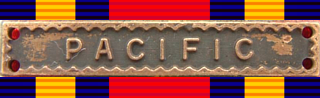

El fermall, dissenyat per ser cosit a la cinta de la medalla, va ser encunyat amb un aliatge de zinc de coure groc i té un marc amb una vora interior que s'assembla a la vora perforada d'un segell de correus. Quan no es porten medalles, es porta una roseta de plata a la barra de la cinta per indicar l'adjudicació del fermall.
Cinta
La cinta fa 32 mil·límetres d'amplada, amb una banda blau marí de 3½ mil·límetres d'amplada, una banda groc fosc de 4 mil·límetres d'ample i una banda blau marí de 3½ mil·límetres d'amplada, repetida i separada per una banda vermella de l'exèrcit de 10 mil·límetres d'ample. Les bandes blaves fosques representen les forces navals britàniques, la banda vermella els exèrcits de la Commonwealth i les bandes grogues fosques representen el sol.
Les cintes d'aquesta medalla i la Medalla de la Defensa, així com les de les altres estrelles de la campanya de la Segona Guerra Mundial, amb l'excepció de l'Estrella de l'Àrtida, van ser ideades pel rei Jordi VI.

## Ordre de precedència

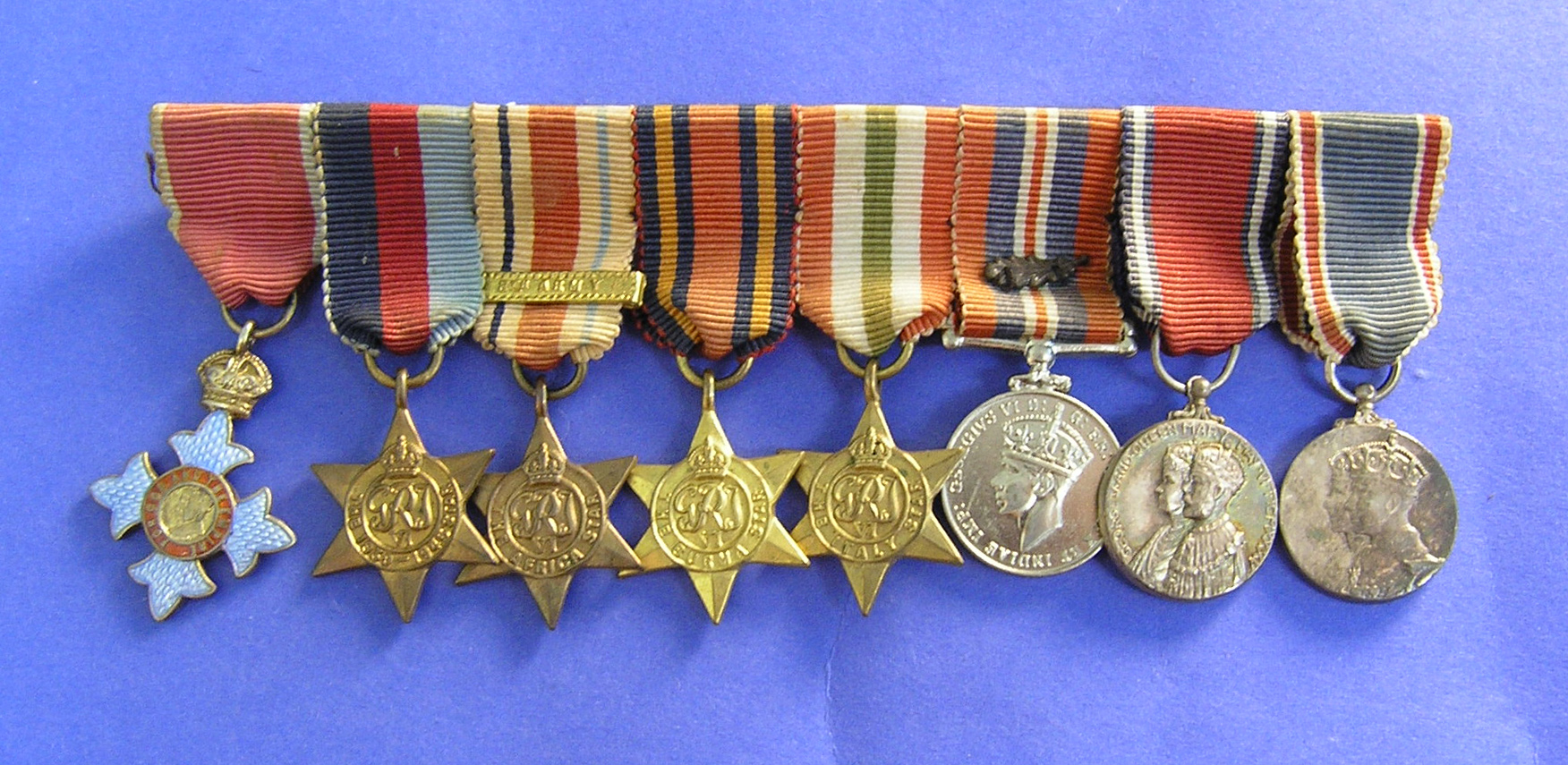

L'ordre de precedència de les estrelles de la campanya de la Segona Guerra Mundial estava determinat per les dates d'inici de la campanya respectives i per la durada de la campanya. Aquesta és l'ordre que s'utilitza, fins i tot quan un destinatari qualificat per a ells en un ordre diferent. La Medalla de la Defensa i la Medalla de la Guerra es porten després de les estrelles. La Medalla del servei voluntari canadenc es porta després de la Medalla de la Defensa i abans de la Medalla de Guerra, amb altres medalles de guerra de la Commonwealth que s'utilitzen després de la medalla de guerra.
- L'Estrella de 1939-45, del 3 de setembre de 1939 al 2 de setembre de 1945, tota la durada de la Segona Guerra Mundial[6]
- L'Estrella de l'Atlàntic, del 3 de setembre de 1939 al 8 de maig de 1945, la durada de la batalla de l'Atlàntic i la Guerra d'Europa.[7]
- L'Estrella de l'Àrctic, del 3 de setembre de 1939 al 8 de maig de 1945, la durada dels combois àrtics i la guerra a Europa.[10]
- L'Estrella de les Tripulacions Aèries d'Europa, del 3 de setembre de 1939 al 5 de juny de 1944, període fins al dia D menys un.[8]
- L'Estrella d'Àfrica, del 10 de juny de 1940 al 12 de maig de 1943, durada de la campanya nord-africana.[11]
- L'Estrella del Pacífic, del 8 de desembre de 1941 al 2 de setembre de 1945, la durada de la guerra del Pacífic.[12]
- L'Estrella de Birmània, de l'11 de desembre de 1941 al 2 de setembre de 1945, la durada de la campanya de Birmània.[2]
- L'Estrella d'Itàlia, de l'11 de juny de 1943 al 8 de maig de 1945, la durada de la campanya italiana.[13]
- L'Estrella de França i Alemanya, del 6 de juny de 1944 al 8 de maig de 1945, durada de la campanya del nord-oest d'Europa.[9]
- La Medalla de la Defensa, del 3 de setembre de 1939 al 8 de maig de 1945 (2 de setembre de 1945 per a aquells que serviren a l'Extrem Orient i al Pacífic)[25] la durada de la Segona Guerra Mundial.[26]
- La Medalla de Guerra, del 3 de setembre de 1939 al 2 de setembre de 1945, tota la durada de la Segona Guerra Mundial.[27]

Per tant, l'estrella de Birmània es porta com es mostra:
- Precedida per l'Estrella del Pacífic, però aquesta cinta no es podia atorgar juntament amb l'Estrella de Birmània. Com a tal, en qualsevol barra, l'Estrella de Birmània aniria precedida per l'Estrella d'Àfrica o una altra medalla que fos més alta en l'ordre de preferència.
- Succeïda per l'Estrella d'Itàlia.